# レオナード・ウーリー
- レナード・ウリー

サー・チャールズ・レオナード・ウーリー（Sir Charles Leonard Woolley、1880年4月17日–1960年2月20日）は、イギリスの考古学者。メソポタミアのウルの発掘はウーリーのよく知られた業績である。彼は"現代"考古学者のひとりとして考えられ、考古学への貢献により1935年、ナイトの称号をうけた。

## 人物
牧師の息子としてロンドンのアッパー・クラプトン（en, 現在のハックニー区）に生まれた。サリーにあるインデペンデント・スクール（私立）の高校へ通い、オックスフォード大学で学んだ。1905年、ウーリーはオックスフォードにあるアシュモレアン博物館で補助学芸員となった。アーサー・エヴァンズにコーブリッジ（Corbridge）にあるローマ時代の遺跡の発掘調査員に指名され、ウーリーはここで考古学者としてのキャリアをスタートさせた。後にウーリーは「私はかつて一度も考古学的な方法を勉強したことがなかった。本からさえもだ。どう調査を行うか、どう基本的計画を立てるかさえまったくわからなかった」と言っている。
T.E.ロレンスとウーリーは1912年から1914年までカルケミシュでヒッタイト時代の遺跡の発掘を行った。大英博物館とペンシルベニア大学の共同調査の下、ウルでの発掘は1922年に始まり、ここでウーリーは王宮の墓地の発掘という貴重な発見をした。アガサ・クリスティーの小説「メソポタミヤの殺人」はこの王宮墳墓の発見にモチーフを取っている。クリスティはのちにウーリーのアシスタントのマックス・マローワンと結婚している。
今日のイラクにあるウルは多くのシュメールの王族の墓地であった。ウーリーは偉大な墳墓をいくつか発見した。墳墓の中にはシュメール文明がその絶頂期にあったころの大きな壁画が金銀の宝石、コップ、そのほかの服飾品とともに発見された。墳墓の中でも一番豪勢なものは女王プアビ（Pu-Abi）のものであり、それだけでも十分に驚くべき発見なのだが、それに加えてプアビの墳墓は盗掘者たちの手がまったくついていなかった。その墳墓の中からはシュメール語で彼女の名が刻まれた保存状態のいい円筒印章が見つかった。女王の遺体は二人の召使とともに埋葬されており、おそらく死後も女王に仕えるために、この召使たちは毒を飲まされて死に至ったと考えられている。ウーリーは見つかった副葬品のおかげで、プアビの葬儀を再現することができた。今日、女王の頭飾り、円筒印章、女王の遺体はペンシルベニア大学博物館に展示されている。
1936年、ウルの発掘のあとウーリーは古代エーゲ文明とメソポタミア文明の関連性に興味をもち、1937年から1939年まで北シリアの地中海沿岸にあった古代都市ティルスのアル・ミナ（Al Mina）、1946年から1949年までアララハでの調査を行った。1942年トーマス・ハックスリー記念賞受賞。